# Terenos (kommun)
Terenos är en kommun i Brasilien.   Den ligger i delstaten Mato Grosso do Sul, i den södra delen av landet, 900 km sydväst om huvudstaden Brasília. Antalet invånare är 17 162.
Följande samhällen finns i Terenos:
- Terenos

Omgivningarna runt Terenos är huvudsakligen savann. Runt Terenos är det mycket glesbefolkat, med 4 invånare per kvadratkilometer.